# Umberto Domina
Umberto Domina (Palermo, 15 settembre 1921 – Milano, 27 maggio 2006) è stato uno scrittore, umorista, autore televisivo e pubblicitario italiano.

## Biografia
Domina nacque a Palermo nel 1921. Come si legge nel suo primo romanzo Contiene frutta secca, vi nacque "ma senza impegno". Subito dopo si lasciò trasferire, ancora in fasce, a Enna (allora Castrogiovanni). Questa fu la città in cui egli trascorse gli anni fondamentali dell'infanzia, dell'adolescenza e della prima giovinezza.

 Vi rimase fino al conseguimento della maturità classica, trasferendosi poi a Torino. In seguito lavorò come pubblicitario a Milano.
Ottenne la notorietà come autore di programmi radiofonici e televisivi collaborando, tra gli altri, con Guido Clericetti e Ludovico Peregrini.

## Premi e riconoscimenti
- Fu due volte vincitore della Palma d'oro al Salone Internazionale dell'Umorismo di Bordighera.

- Gli venne assegnato il Premio Euno, dal Kiwanis Club di Enna, nella sua tredicesima edizione nel 1998.

## Opere
- La moglie che ha sbagliato cugino
- Contiene frutta secca
- Laveno solo andata
- Militaria
- Garibaldi ore 21
- Enna per modi di dire
- Morti di nebbia
- L'anonima concimi
- Detto tra noi
- Ma tu pallida oliva perché
- La pubblicità è la mina del commercio
- Siamo tutti umoristi
- Incredibile realtà
- Enna per modi di dire, a cura di Umberto Domina, Arti Grafiche SPEM, Milano.
- Strambesi - Gli strambi del mio paese, Papiro Editrice, Enna, luglio 1998.
- L'enigma